# Jevgenyij Viktorovics Pljuscsenko
Jevgenyij Viktorovics Pljuscsenko (oroszul: Евгений Викторович Плющенко; Habarovszk, 1982. november 3.) tízszeres orosz bajnok, hétszeres Európa-bajnok, háromszoros világbajnok műkorcsolyázó, a 2006-os torinói téli olimpia aranyérmese, 2002 és 2010 második helyezettje. Beceneve Zsenya.
A 2014-ben, Szocsiban megrendezett  olimpiai játékokon ismét aranyérmet ért el, csapatkapitányként.

## Pályafutása

### Kezdetek
Pljuscsenko négyévesen kezdett korcsolyázni. 11 éves korában a létesítmény, ahol Volgográdban korcsolyázott, bezárt, így Szentpétervárra költözött. Edzője már ekkor Alekszej Misin lett.
Pljuscsenko gyorsan fejlődött, 1997-ben junior világbajnok lett, 1998-ban pedig, mindössze 15 évesen, már a felnőttek között végzett a harmadik helyen. Misin ekkoriban egy másik orosz sztár, Alekszej Jagugyin edzője is volt. Eddigre ők lettek a sport legnagyobb csillagai, többnyire ők végeztek az első két helyen a nagyobb versenyeken. Jagugyin edzője később Tatyjana Taraszova lett, a rivalizálás azonban továbbra is megmaradt.

### 2002
A Salt Lake City-i olimpiai játékokra Jagugyin és Pljuscsenko egyaránt nagy esélyesként érkezett. Mivel Jagugyin gyakorlatilag hibátlan rövidprogramot futott, Pljuscsenko pedig többször is hibázott, előbbi az első, míg utóbbi csak a negyedik helyen állt. Hiába javított Pljuscsenko a szabadprogramban, így is csak a második helyig tudott felkapaszkodni.

### 2002–2006
Jagugyin visszavonulásával a legtöbb versenyt, amin elindult, sikerült megnyernie, mindössze kétszer végzett a második helyen. Ez a két alkalom a 2004-es Grand Prix-döntő, ahol Emanuel Sandhu végzett előtte, valamint a 2004-es Eb, ahol Brian Joubert előzte meg. 2005 nehéz év volt számára, több kisebb-nagyobb sérülés is hátráltatta, a világbajnokságon például vissza kellett lépnie sérülés miatt.
2005. június 18-án megházasodott. A pár első gyermeke, Igor Jevgenyjevics 2006. június 15-én született. A házasság végül nem tartott sokáig, 2008-ban bejelentették a válást.
A torinói téli olimpián ő volt a verseny egyértelmű esélyese. Ezúttal már élni tudott az eséllyel, a rövid- és a szabadprogramban egyaránt világrekordot futott, és végül nagy fölénnyel végzett az első helyen.

### 2006–2008: szünet

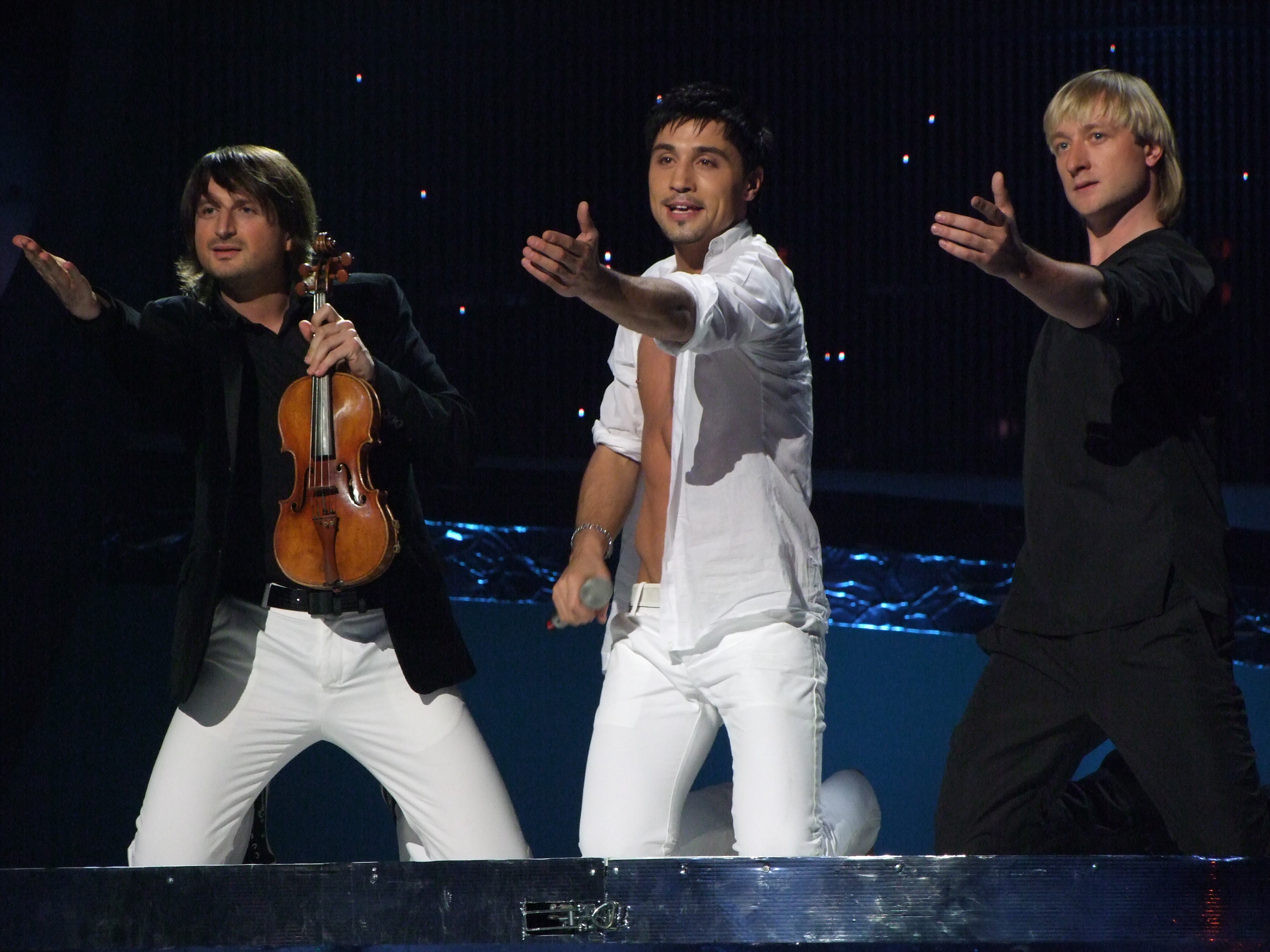
Edvin Marton, Dima Bilan és Pljuscsenko a 2008-as Eurovíziós Dalfesztiválon

A téli olimpia után úgy döntött, szünetet tart, hogy teljesen felépüljön több kisebb sérüléséből. Ám látva a 2007-es vb-n nyújtott orosz produkciót, amely 1960 óta a legrosszabb volt, attól félt, hogy a 2010-es olimpiára kevesebb versenyzőt indíthatnak az oroszok. Eredetileg már a 2007-08-as szezonban visszatért volna, ám később a vancouveri olimpiát tűzte ki célul magának.
2008-ban, a 2008-as Eurovíziós Dalfesztiválon Edvin Martonnal együtt fellépett a győztes Dima Bilan mellett.

### 2009: visszatérés a versenyzéshez
2009 márciusában Pljuscsenko edzőjével, Alekszej Misinnel együtt bejelentette, hogy újra elkezdte az edzéseket, felkészülésként a 2010. évi téli olimpiai játékokra. Augusztusban bejelentette, hogy feleségül kívánja venni Dima Bilan producerét, Jana Rudkovszkaját. A ceremóniára szeptember 12-én került sor.
Először a 2009-es Rostelecom-kupát nyerte meg, összesen 240,65 ponttal. Ezután megnyerte az orosz bajnokságot is.
A 2010-es Európa-bajnokságon a rövidprogram során új világrekordot állított fel 91,30 ponttal. A végén már hatodszor lett Európa-bajnok, hatalmas, 16 pontos fölénnyel.
A 2014-es szocsi téli olimpián – a téli olimpiák történetében először – megrendezett műkorcsolya-csapatversenyben az általa vezette orosz csapat bizonyult a legjobbnak, és ezzel megnyerte negyedik olimpiai érmét. A férfi egyéni rövid programjában – bemelegítése közben – megsérült, ezért a versenytől visszalépett, majd bejelentette visszavonulását.

## Programok
| Szezon                        | Rövidprogram                                                              | Szabadprogram | Gála                                                                     |
| ----------------------------- | ------------------------------------------------------------------------- | --- | ------------------------------------------------------------------------ |
| 2009-2010                     | Concierto de Aranjuez Joaquin Rodrigo                                     | Tango Amore Edvin Marton |                                                                          |
| 2006-2007 2007-2008 2008-2009 | Nem versenyzett                                                           | Nem versenyzett | Nem versenyzett                                                          |
| 2005-2006                     | Tosca Giacomo Puccini                                                     | A Keresztapa Nino Rota, Carmine Coppola előadja Edvin Marton | Tosca Giacomo Puccini előadja Edvin Marton                               |
| 2004-2005                     | Moonlight Sonata by Beethoven                                             | A Keresztapa Nino Rota, Carmine Coppola előadja Edvin Marton | A Keresztapa Nino Rota, Carmine Coppola előadja Edvin Marton             |
| 2003-2004                     | Tango Flamenco Paco de Lucía Nyah Hans Zimmer                             | Tribute to Vaclav Nyizsinszkij Art on Ice Magic Stradivarious King of the Forest Edvin Marton                                                                      | Logical Song Supertramp                                                  |
| 2002-2003                     | Adagio Tomaso Albinoni Remo Giazotto                                      | St. Petersburg 300 Igor Kornyiljuk | Carmen Suite Georges Bizet Rogyion Scsedrin Only You The Platters        |
| 2001-2002                     | Earth Song Childhood Billie Jean They Don’t Care About Us Michael Jackson | Carmen Georges Bizet Rogyion Scsedrin Fixe; Eclipse Cirque du Soleil El Tango de Roxanne Moulin Rouge! Soundtrack Mariano Mores La Petite Fille de la Mer Vangelis | Carmen Suite Georges Bizet Rogyion ScsedrinSex Bomb Tom Jones, Mousse T. |
| 2000-2001                     | Bolero Maurice Ravel                                                      | Xotica Rene Dupere Tango Hasta que te Conoci Raul Di Blasio Volt egyszer egy Amerika Ennio Morricone Cotton Club Duke Ellington Mortal Kombat George S. Clinton    | Sex Bomb Tom Jones, Mousse T.Pasadena: Maywood lyrics.                   |
| 1999-2000                     | The Sabre Dance Aram Iljics Hacsaturján                                   | Fekete szemek orosz népdal Coachmen Don't Drive the Horse Concierto Madrigal Joaquin Rodrigo                                                                       | Two Step Nadya Ciocarlia                                                 |
| 1998-1999                     | Hava Nagila különböző előadók                                             | Chronologie 2, 3; Zoolookologie Jean-Michel Jarre | Two Step Nadya Ciocircla                                                 |
| 1997-1998                     | Concierto de Aranjuez & El Gato Montes Joaquin Rodrigo                    | Chronologie 2, 3; Zoolookologie Jean-Michel Jarre | Chronologie 2, 3 Zoolookologie Enigma                                    |
| 1996-1997                     | Tarantella Witold Lutosławski Santa Lucia Luigi Gordigiani                | Tell Vilmos A sevillai borbély Gioachino Rossini |                                                                          |
| 1995-1996                     |                                                                           | Don Quijote Leon Minkus |                                                                          |

## Statisztika

### 2002 óta
| Esemény                    | 2002-2003 | 2003-2004 | 2004-2005 | 2005-2006 | 2009-2010 | 2010-2011 | 2011-2012 | 2012-2013 |
| -------------------------- | --------- | --------- | --------- | --------- | --------- | --------- | --------- | --------- |
| Olimpia                    |           |           |           | 1.        | 2.        |           |           |           |
| Világbajnokság             | 1.        | 1.        | VL        |           |           | .         |           |           |
| Európa-bajnokság           | 1.        | 2.        | 1.        | 1.        | 1.        |           | 1.        |           |
| Orosz bajnokság            |           | 1.        | 1.        | 1.        | 1.        |           | 1.        | 1.        |
| Grand Prix-döntő           | 1.        | 2.        | 1.        |           |           |           |           |           |
| Cup of Russia              | 1.        | 1.        | 1.        | 1.        | 1.        |           |           |           |
| Trophée Lalique            |           | 1.        |           |           |           |           |           |           |
| Skate Canada International |           | 1.        |           |           |           |           |           |           |
| Bofrost Cup on Ice         | 1.        |           |           |           |           |           |           |           |

### 2002 előtt
| Esemény                         | 1995-1996 | 1996-1997 | 1997-1998 | 1998-1999 | 1999-2000 | 2000-2001 | 2001-2002 |
| ------------------------------- | --------- | --------- | --------- | --------- | --------- | --------- | --------- |
| Olimpia                         |           |           |           |           |           |           | 2.        |
| Világbajnokság                  |           |           | 3.        | 2.        | 4.        | 1.        |           |
| Európa-bajnokság                |           |           | 2.        | 2.        | 1.        | 1.        |           |
| Junior vb                       | 6.        | 1.        |           |           |           |           |           |
| Orosz bajnokság                 | 6.        | 4.        | 3.        | 1.        | 1.        | 1.        | 1.        |
| Grand Prix-döntő                |           |           | 5.        | 3.        | 1.        | 1.        | 2.        |
| Cup of Russia                   |           | 4.        | 2.        | 2.        | 1.        | 1.        | 1.        |
| Skate Canada International      |           |           |           | 1.        |           |           |           |
| NHK Trophy                      |           |           |           | 1.        | 1.        | 1.        |           |
| Bofrost Cup on Ice              |           |           |           |           | 1.        | 1.        | 1.        |
| Skate America                   |           |           | 2.        |           |           |           |           |
| Finlandia Trophy                |           | 7.        | 3.        |           |           | 1.        |           |
| Blue Swords                     |           | 1.        |           |           |           |           |           |
| Európai ifjúsági olimpiai napok |           | 1.        |           |           |           |           |           |
| Goodwill Games                  |           |           |           | 2.        |           |           | 1.        |